# یوشی‌یوکی ۵۱۷۲
سیارک ۵۱۷۲ (به انگلیسی: 5172 Yoshiyuki، نامگذاری:1987UX1) پنج هزار و صد و هفتاد و دومین سیارک کشف شده‌است که در ۲۸ اکتبر ۱۹۸۷ کشف شد.
قدر مطلق سیارک برابر ۱۳٫۵۰ است.